# Yucca valida
Yucca valida är en sparrisväxtart som beskrevs av Townshend Stith Brandegee. Yucca valida ingår i släktet palmliljor, och familjen sparrisväxter. Inga underarter finns listade i Catalogue of Life.

## Bildgalleri

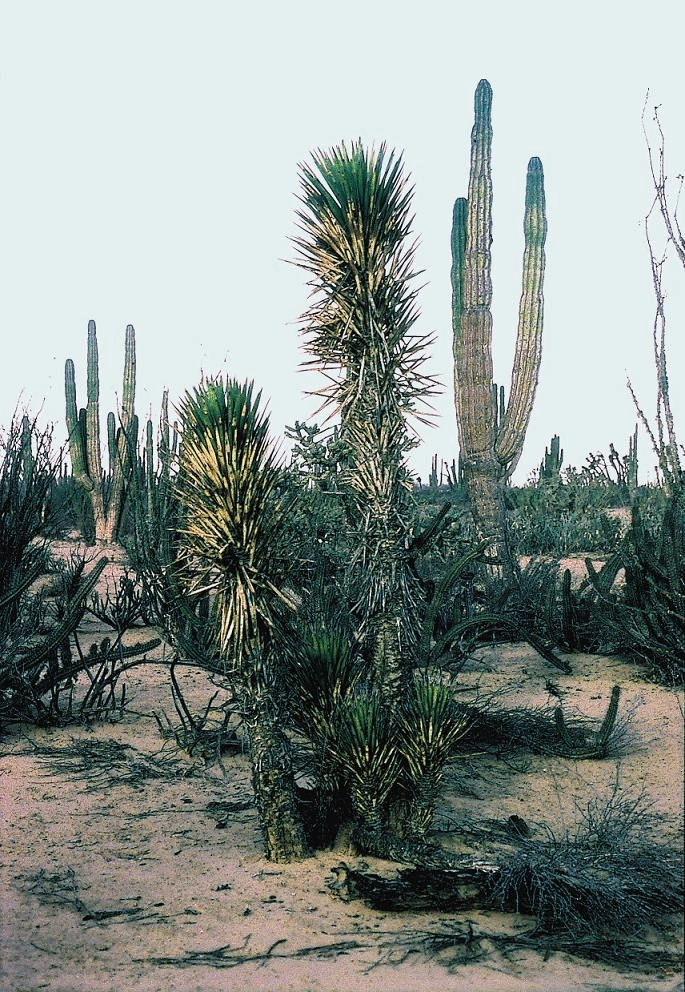
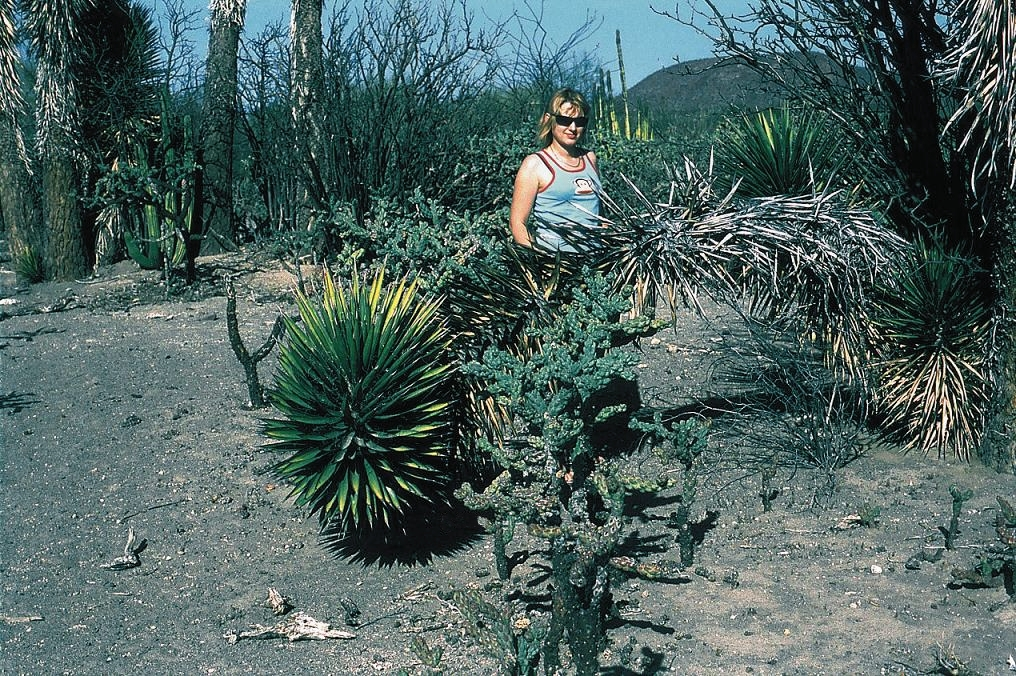